# Antaxie catalane
 (octobre 2022).
Antaxius chopardi
Espèce
L'Antaxie catalane (Antaxius chopardi) est une espèce de sauterelles de la famille des Tettigoniidae et du genre Antaxius endémique de l'Est des Pyrénées. En France, elle vit dans les départements de l'Aude et des Pyrénées-Orientales. En Espagne, elle a été détectée dans divers lieux de Catalogne, au sud jusqu'à l'arrière-pays de Tarragone et localement dans les Pyrénées aragonaises.